# Coswig (Saksen)
Coswig (Saksen) is een gemeente in de Duitse deelstaat Saksen, gelegen in de Landkreis Meißen. De stad telt 20.694 inwoners.
In het stadsdeel Kötitz staat Villa Teresa, een centrum voor kamermuziek en museum ter herinnering aan Eugen d'Albert en Teresa Carreño die hier van 1891 tot 1895 hebben gewoond.
Coswig ·
Diera-Zehren ·
Ebersbach ·
Glaubitz ·
Gröditz ·
Großenhain ·
Hirschstein ·
Käbschütztal ·
Klipphausen ·
Lampertswalde ·
Lommatzsch ·
Meißen ·
Moritzburg ·
Niederau ·
Nossen ·
Nünchritz ·
Priestewitz ·
Radebeul ·
Radeburg ·
Riesa ·
Röderaue ·
Schönfeld ·
Stauchitz ·
Strehla ·
Thiendorf ·
Weinböhla ·
Weißig a. Raschütz ·
Wülknitz ·
Zeithain